# SP-133
A SP-133 é uma rodovia transversal do estado de São Paulo, administrada pelo Departamento de Estradas de Rodagem do Estado de São Paulo (DER-SP).

## Denominações
Recebe as seguintes denominações em seu trajeto:
Nome:	João Herrmann Neto, Deputado, Rodovia
- De - até:	SP-330 (Limeira) - SP-332 (Cosmópolis)
- Legislação: LEI 14.198 DE 27/08/2010

## Descrição
Principais pontos de passagem: SP 330 - SP 332 (Cosmópolis)

## Características

### Extensão
- Km Inicial: 0,000
- Km Final: 15,000

### Localidades atendidas
- Limeira
- Cosmópolis